# أليسون كافر
أليسون كافير أكاديمية أمريكية متخصصة في النظرية النسوية، ونظرية الكوير، ونظرية الإعاقة. اعتبارًا من 2019، هي أستاذ مشارك في الدراسات النسوية في جامعة تكساس في أوستن. وهي مؤلفة كتاب نسوية، كوير، كريپ.

## التعليم
تخرجت كافير عام 1993 بدرجة بكالوريوس مع مرتبة الشرف في الفن من جامعة ويك فورست في وينستون-سالم، كارولينا الشمالية. في عام 2000، حصلت على درجة الماجستير في دراسات المرأة والدين، تلتها درجة الدكتوراه عام 2005، وكلاهما من جامعة كليرمونت للدراسات العليا في كلاريمونت، كاليفورنيا.

## المسيرة المهنية
شغلت كافير مجموعة متنوعة من المناصب الأكاديمية في عدة جامعات في الولايات المتحدة.
بعد حصولها على درجة الماجستير، شغلت منصب زميلة زائرة في دراسات الدكتوراه في دراسات المرأة بجامعة جامعة كاليفورنيا، سانتا باربرا من عام 2002 إلى 2003. بعد حصولها على درجة الدكتوراه، كانت زميلة إيد روبرتس في دراسات الإعاقة في جامعة كاليفورنيا، بركلي من عام 2006 إلى 2007.
درست كافير في جامعة ساوثويسترن في جورجتاون، تكساس من عام 2004 إلى 2018، ورُقيت إلى أستاذة دراسات نسوية في عام 2015. كما شغلت منصب رئيسة قسم الدراسات النسوية من عام 2010 إلى 2018 وعميد مشارك للعلوم الإنسانية من عام 2014 إلى 2016. فازت كافير بجائزة ساوثويسترن للتدريس لعام 2008 عن "أدائها المتميز في الفصول الدراسية" كعضو هيئة تدريس غير مثبت.
اعتبارًا من عام 2019، كافير هي أستاذة إمبري المشاركة لدراسات المرأة والجندر بالإضافة إلى أستاذ مشارك في اللغة الإنجليزية في جامعة تكساس في أوستن. وقد عملت في مجالس إدارة العديد من المنظمات غير الربحية، بما في ذلك What's Your Issue؟؛ وجمعية دراسات الإعاقة؛ وGenerations Ahead.

## الأعمال
تركز كافير على الأطر السياسية/العلاقية للإعاقة لخلق فرص ائتلافية لـ"أعمال العدالة الاجتماعية عبر الحركات، أي كيفية التفكير في الإعاقة داخل وعبر حركات العدالة البيئية والجنسانية والعرقية والإنجابية".

### نسوية، كوير، كريپ
نُشر عمل كافير الرئيسي، وهو كتاب بعنوان نسوية، كوير، كريپ، عن طريق دار نشر جامعة إنديانا عام 2013. يجادل الكتاب بأن الدراسات النسوية، والكوير، ودراسات الإعاقة مترابطة بشكل معقد. وقد لاقى الكتاب استحسانًا في المجلات الأكاديمية، على الرغم من أن باربارا نيوكيرشنغر في فيمينيست ريفيو ذكرت، "... فإنه ينطوي على خطر عدم إمكانية وصول جمهور أوسع إليه خارج الأوساط الأكاديمية".
كتبت روز ماري غارلاند-تومسون من مجلة دراسات الإعاقة الأدبية والثقافية: "يُقدم كتاب نسوية، كوير، كريپ مساهمات كبيرة لفهمنا لكيفية عمل الإعاقة في العالم، مساهمات لم يقدمها أي كتاب أكاديمي آخر في مجال دراسات الإعاقة متعدد التخصصات الذي ظهر مؤخرًا بمثل هذا العمق". كتبت إليزا تشاندلر من المجلة الكندية لدراسات الإعاقة: "يتنفس هذا الكتاب شاعرية حياة الإعاقة، وهي حياة مهددة باستمرار، بطريقة معقدة وواضحة وسهلة الوصول، ومترسخة في سياسات الحياة اليومية. لهذا السبب، قد لا يكون هذا الكتاب قابلاً للتدريس بدرجة عالية فحسب (وهو كذلك)؛ بل هو كتاب يجب تضمينه في أي منهج لدراسات الإعاقة، ونظرية الكوير، والنظرية النسوية".
كتب سامي شالك من ديسابيليتي ستاديز كوارترلي: "أين يمكننا تحديد وجذب الانتباه إلى قضايا القدرة والإعاقة في الأوساط الأكاديمية وخارجها؟ تجدها أليسون كافير في اللوحات الإعلانية في طريقها إلى المنزل، في القصص الإخبارية حول التكنولوجيا السايبرنتيكية، في مسارات المشي في المتنزهات الحكومية، وفي المستقبل أو المستقبلات التي نتخيلها ونخلقها لأنفسنا. في النهاية، نسوية، كوير، كريپ يذكرنا بما نعرفه بطرق معينة بالفعل — قضايا القدرة والإعاقة تحيط بنا — لكن كافير لا تذكرنا فقط بهذه الحقيقة بكتابها، بل تدفعنا أيضًا إلى فعل المزيد بمنحنا العلمية والنشاط من خلال كونها مثالًا ساطعًا ومبتكرًا لنظرية إعاقة قوية، ومتقاطعة ومبنية على أسس".
ذكرت جيني سلاتر من مجلة ديسابيليتي آند سوسايتي أن كتاب نسوية، كوير، كريپ "شخصي للغاية" لكافير، حيث تروي إعاقتها الخاصة في الكتاب وتستند إلى قصص أخرى أيضًا. ذكرت سلاتر أن "اهتمام كافير بالمستقبل هو اهتمام ذوي الإعاقة" وتفحص الوقت من خلال زمن ذوي الإعاقة.
قدمت فيكتوريا كانن من مجلة دراسات الجندر مراجعة إيجابية للكتاب، وذكرت أن كافير "تجادل بشكل مقنع الطرق التي تكون بها الإعاقة سياسية". وذكرت المجلة أيضًا أن الكتاب "أكثر من مجرد معلومات" و"يتصدى بجمال لقيود اللغة". ذكرت جولي باسانانت إيلمان من QED: مجلة في صناعة عالم المثليين والمتحولين جنسيا أن كافير قدمت "مساهمات نظرية لمجموعة مذهلة من المجالات، بما في ذلك النظرية النسوية، والدراسات البيئية، ونظرية الكوير، ودراسات المتحولين جنسيا، ودراسات الإعاقة، والأخلاقيات الحيوية". ذكرت إيونجونغ كيم من فيلوسوفيا أن كافير تتحدى "الافتراض بأن أي مستقبل مرغوب فيه سيكون بطبيعة الحال مستقبلًا بدون إعاقة ومرض".
ذكرت جيني شيبرد من مجلة مجلة الشبكة الدولية لأخلاقيات الجنس والسياسة أن كتاب نسوية، كوير، كريپ "شخصي للغاية" لكافير، حيث تروي إعاقتها الخاصة في الكتاب وتستند إلى قصص أخرى أيضًا. ذكرت شيبرد أن "اهتمام كافير بالمستقبل هو اهتمام ذوي الإعاقة" وتفحص الوقت من خلال زمن ذوي الإعاقة. قالت إيف لايسي من دراسات في الأمومة أن كافير "تكتب بوعي حاد بـالتقاطعية، وتحدي فهمها للسياسات الإنجابية مراراً وتكراراً للمفاهيم التي تعتنقها التمييز ضد ذوي الاحتياجات الخاصة للرعاية، والمستقبل، والإنتاجية".

### أعمال أخرى

#### فصول ومقالات
ساهمت كافير في عدد من المجموعات الأدبية، بما في ذلك دراسات الإعاقة النسوية والجنس والإعاقة.

#### مقالات المجلات
نُشرت مقالات لكافير في ديسابيليتي ستاديز كوارترلي، ومجلة دراسات الإعاقة الأدبية والثقافية، وساوث أتلانتيك كوارترلي.

#### كمحرر
شاركت كافير في تحرير كتاب دراسات الصم والإعاقة: وجهات نظر متعددة التخصصات، الذي نشرته مطبعة جامعة غالوديت عام 2010، مع سوزان بيرش. كما شاركت في تحرير "دراسات الإعاقة المتنامية"، وهو عدد خاص من مجلة ديسابيليتي ستاديز كوارترلي عام 2014، مع ميشيل جارمان.

## الحياة الشخصية
نشأت كافير في نيوبيرن. بدأت باستخدام كرسي متحرك بعد تعرضها لإصابات بالغة في حريق مبنى عام 1994 في آشفيل، كارولينا الشمالية.

## وصلات خارجية
- "ملف تعريف أليسون كافير في جامعة تكساس في أوستن". مؤرشف من الأصل في 2025-05-30.